# Élections constituantes de 1945 dans l'Isère
Les élections constituantes françaises de 1945 se déroulent le 21 octobre.

## Mode de scrutin
Les députés sont élus selon le système de représentation proportionnelle suivant la règle de la plus forte moyenne dans le département, sans panachage ni vote préférentiel. Il y a 586 sièges à pourvoir.
Dans le département de l'Isère, six députés sont à élire.

## Élus
Les six députés élus sont : 
| Identité                | Parti | Parti |
| ----------------------- | ----- | ----- |
| Henri-Louis Grimaud     |       | MRP   |
| Jean Terpend-Ordassière |       | MRP   |
| Jean Novat              |       | MRP   |
| Joanny Berlioz          |       | PCF   |
| André Dufour            |       | PCF   |
| Lucien Hussel           |       | SFIO  |

## Résultats

### Résultats à l'échelle du département
| Parti          | Parti                               | Tête de liste             | Résultats | Résultats | Sièges | Sièges |
| Parti          | Parti                               | Tête de liste             | Voix      | %         |        |        |
| -------------- | ----------------------------------- | ------------------------- | --------- | --------- | ------ | ------ |
|                | MRP                                 | Henri-Louis Grimaud       | 85 781    | 33,32     | 3      |        |
|                | PCF                                 | Joanny Berlioz            | 71 447    | 27,76     | 2      |        |
|                | SFIO                                | Lucien Hussel             | 52 487    | 20,39     | 1      |        |
|                | Républicains résistants (URR)       | Yves Farge                | 20 200    | 7,85      | -      |        |
|                | Rad-Soc                             | Léon Perrier              | 13 482    | 5,24      | -      |        |
|                | Réconciliation démocratique (PRSRF) | Aimé Paquet               | 11 316    | 4,40      | -      |        |
|                | PCI                                 | Jean-Pierre Raffin-Dugens | 2 708     | 1,05      | -      |        |
|                |                                     |                           |           |           |        |        |
| Inscrits       | Inscrits                            | Inscrits                  | 351 704   | 100,00    | 6      |        |
| Votants        | Votants                             | Votants                   | 262 550   | 74,65     |        |        |
| Blancs et nuls | Blancs et nuls                      | Blancs et nuls            | 5 129     | 1,95      |        |        |
| Exprimés       | Exprimés                            | Exprimés                  | 257 421   | 98,05     |        |        |